# Antoni Mus
Antoni Mus i López (geboren 1925 in Felanich; gestorben 1982 in Manacor) war ein spanischer Schriftsteller und Theaterunternehmer.

## Leben
Seine Theaterkarriere begann eher als Unternehmer und Regisseur denn als Autor. Einige Jahre später fing er an zu schreiben, viele Kritiker bezeichneten seine Werke als populistisch und übertrieben regionalpatriotisch. Er verfasste sie in katalanischer Sprache. 
Mus i López gewann zwei wichtige Preise, den Victor Catalá (Mercè Rodoreda) für Vida i miracles de n'Aineta dels matalassos und den Premio Sant Jordi für La Senyora, zweiteres wurde auch verfilmt.

## Werke

### Theaterstücke
- Jo me vull casar
- Mal bocí
- Vaja un cop
- Un dia a qualsevol hora

### Romane
- 1967: La lloriguera
- 1974: Diàfora
- 1975: Les denúncies
- 1976: Vida i miracles de n'Aineta dels matalassos
- 1978: Bubotes
- 1979: La Senyora

## Preise
- 1976 Premio Mercè Rodoreda für Erzählungen für Vida i miracles de n'Aineta dels matalassos
- 1979 Premio Sant Jordi de novela für La Senyora